# Michal Birner
Michal Birner, född 2 mars 1986 i Litoměřice, är en tjeckisk professionell ishockeyspelare som spelar för Traktor Tjeljabinsk KHL. Birner blev draftad av St. Louis Blues i den fjärde rundan i 2004 års draft som nummer 116 totalt.

## Klubbar
- HC Slavia Prag Moderklubb–2004
- Barrie Colts 2004–2005
- Saginaw Spirit 2005–2006
- Peoria Riverman 2006–2007
- Portland Pirates 2007–2008
- Iowa Stars 2008
- Pelicans 2008–2009
- HC TPS 2009–2012
- HC Lev Prag 2012–2014
- KalPa 2014–2015
- HC Bílí Tygři Liberec 2015–2016
- Traktor Tjeljabinsk 2016–